# Michel Banabila

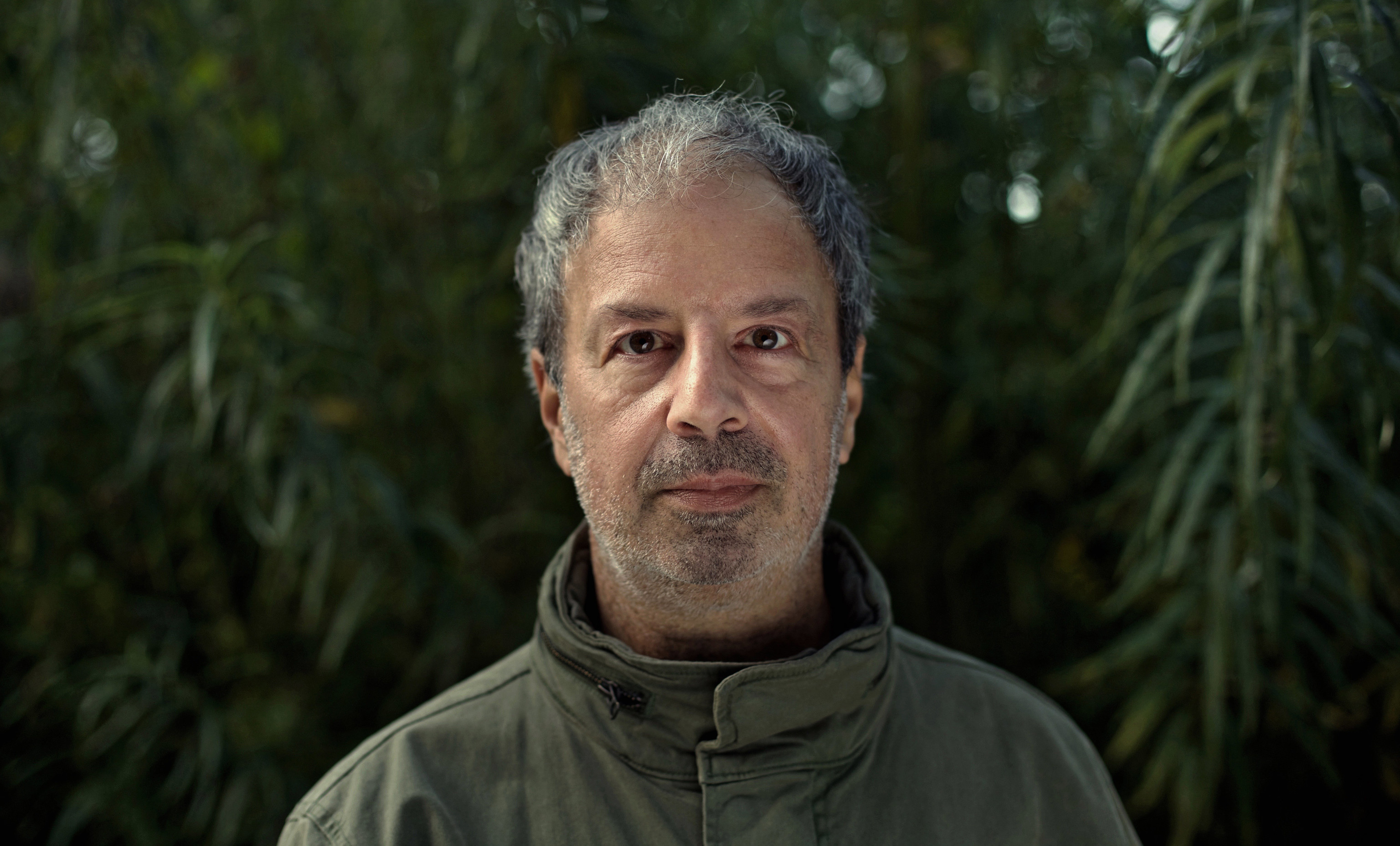

Michel Banabila (* 14. April 1961 in Amsterdam, Niederlande) ist ein niederländischer Komponist und Klangkünstler. Banabila ist Autodidakt und hat keine formale musikalische Ausbildung. 2003 gewann er den Edison Jazz Award.

## Auftritte
Banabila trat 2013 live im Auditorium des Hirshhorn Museums in Washington auf, anlässlich der Eröffnung der Ausstellung Crops, einer audiovisuellen Installation mit dem Fotografen Gerco de Ruijter.
2014 führte er gemeinsam mit dem Medienkünstler Geert Mul ihr audiovisuelles Set Big Data Poetry beim Logan Symposium im Barbican Centre in London auf. 2015 trat er in Yukunkun während der Global Week for Syria in Beirut auf. Im selben Jahr war er beim Sonic Circuits Festival in Silver Spring mit einem kleinen modularen Improvisations-Set zu sehen.
Banabila ist Mitglied der Disquiet Junto Gruppe.

## Leben
Er lebt mit seiner Frau und Tochter in Rotterdam.

## Diskografie
- Marilli (Eduard Vingerhoets, 1983)
- Des Traces Retrouvees (Trichord, 1984)
- VoizNoiz: Urban Sound Scapes (Steamin' Soundworks 1999)
- VoizNoiz II: Urban Sound Scapes (Tone Casualties, 2001)
- Spherics (Tone Casualties, 2001)
- Spherics II (Boudisque 2003)
- Phonema (Tapu, 2003)
- VoizNoiz 3 – Urban Jazz Scapes mit Eric Vloeimans (Javaanse Jongens, 2003)
- Live-Mix (Requiem, 2005)
- Hilarious Expedition (Tapu, 2005)
- Music for Films & Documentaries (Tapu, 2007)
- 0+1+0+1+0+1+0+1+0+ (Tapu, 2010)
- Changing Structures (Tapu, 2010)
- The Latest Research from the Department of Electrical Engineering (Tapu, 2011)
- In Other Words (Tapu, 2011)
- Sum Dark 12 (Tapu, 2012)
- TENT 06 & 16 & 2012 (Tapu, 2012)
- Gardening (Tapu, 2012)
- 47 Voice Loops (Tapu, 2013)
- Float (Tapu, 2013)
- ZoomWorld (Tapu, 2013)
- More Research from the Same Dept. (Tapu, 2014)
- Music for Viola and Electronics I mit Oene van Geel (Tapu, 2014)
- Music for Viola and Electronics II mit Oene van Geel (Tapu, 2015)
- Gorlice 2014 (Tapu, 2014)
- Eyes Closed (Tapu, 2015)
- Jump Cuts (Tapu, 2015)
- Meet Me in Venice mit Vorlage:III (Tapu, 2015)
- Feedback + Modular + Radiowaves (Tapu, 2015)
- Feedback + Modular + Radiowaves II (Tapu, 2015)
- Feedback + Modular + Radiowaves III (Tapu, 2016)
- Earth Visitor (Tapu, 2016)
- Early Works (Bureau B, 2016)
- Sound Years (Tapu, 2017)
- New Land with Eric Vloeimans (Tapu, 2017)
- Trespassing (Séance Centre, 2017)
- Imprints (Tapu, 2018)
- Just Above the Surface (Tapu, 2018)
- Winter Sketches (Tapu, 2019)
- Uprooted (Tapu, 2019)
- Wah-Wah Whispers (Bureau B, 2021)
- Echo Transformations (Knekelhuis, 2021)

Mit Robin Rimbaud
- Banabila / Scanner (Steamin'Soundworks, 2010)
- Between Your Eyes And Mine (Tapu, 2013)
- The Spaces You Hold (Scanner, 2020)

Mit Pierre Bastien
- Baba Soirée (Pingipung, 2023)

Mit Machinefabriek
- Banabila & Machinefabriek (Tapu, 2012)
- Travelog (Tapu, 2013)
- Error Log (Tapu, 2015)
- Macrocosms (Tapu, 2016)
- Entropia (Eilean, 2019)
- Cassina (7K!, 2020)